# Томас, Линн
Линн Томас (англ. Lynne Thomas) — американская библиотекарша, подкастеров и редактор. Пятикратная обладательница научно-фантастической премии «Хьюго».

## Биография
Живет в штате Иллинойс вместе со своим мужем Майклом Дамианом Томасом. У них есть одна дочь, Кейтлин, которая имеет синдром Экардии.

### Работа
С 2004 по 2017 Линн Томас работала заведующим отделения редких книг и специализированной литературы в библиотеке Университета Северного Иллинойса. В 2017 году получила должность директора Библиотеки редких книг и рукописей при Иллинойском университете.
В 2011-2013 годах Линн Томас является главным редактором журнала «Apex Magazine», ежемесячника, специализирующаяся на научной фантастике, фэнтези и ужасах. Она также становится частью фандому франшизы Доктора Кто. Линн становится соавтором антологии «Chicks Dig Time Lords», которая завоевывает награду «Гюго». Другой книгой, которая была номинирована на премию Гюго, была «Chicks Dig Comics».
Линн получила вторую и третью награду «Hugo Award» за участие в подкасте SF Squeecast с Элизабет Бир, Полом Корнеллом, Шеннон Макгвайр, Кетрінн Валенте и Дэвидом Макхоне-Чейзом. Была номинирована на премию «Hugo» за лучший подкаст «Verity!».

## Награды
- 2011 год, Премия «Хьюго» за лучшую книгу о фантастике: Chicks Dig Time Lords (с Тарой О'Ши, Mad Norwegian Press, 2010).
- 2012 год, Премия «Хьюго» лучшем любительском подкаста: SF Squeecast
- 2013 год, Премия «Хьюго» лучшем любительском подкаста: SF Squeecast
- 2013 год, Carl T. Hartmann Luck and Pluck Award, Horatio Alger Society
- 2015 год, премия Американского общества архивистов: From Theory to Actions: Good Enough Digital Preservation for Under-Resourced Cultural Heritage Institutions.[4]
- 2016 год, Премия «Хьюго» лучшем полупрофессиональном журнала: Uncanny Magazine (вместе с Майклом Демьяном Томасом, Мичи Тротом, Эрикой Энсайн-Пик и Свеном Шапански).
- 2016 год, премия Парсек за лучший научно-фантастический любительский подкаст: Verity Podcast.
- 2016 год, премия Парсек за лучший фантастический журнал: The Uncanny Magazine Podcast[5]
- 2017 год, Премия «Хьюго» лучшем полупрофессиональном журнала: Uncanny Magazine.[6]